# Riacho do Frango
O riacho do Frango é um riacho brasileiro que banha a cidade de Patos, estado da Paraíba. O riacho atualmente é o canal do Frango, no qual residem famílias às margens.

## Canal do Frango
O canal do Frango é a maior obra de macrodrenagem do interior da Região Nordeste do Brasil. Com investimento de mais de 27 milhões de reais, foi uma das primeiras do PAC II a serem inauguradas no país, originária de uma parceria entre o município e governo federal. Tem 2 660 metros de extensão e foi construído em concreto armado, contemplando os seguintes bairros: Morro, Liberdade, Jardim Queiroz, Novo Horizonte, Belo Horizonte, Noé Trajano e Jardim Europa até desaguar no Rio Espinharas.
A cerimônia de inauguração ocorreu no dia 26 de agosto de 2013, com participação de diversos políticos, incluindo o então deputado federal Hugo Motta, do então ministro das Cidades Aguinaldo Ribeiro, do então senador Vitalzinho e do ex-prefeito de Patos Nabor Wanderley. As obras foram feitas para controlar as cheias e evitar inundações, além de acentuar riscos e prejuízos em áreas de extensão significativa. Teve inicio em dezembro de 2011 e traz os seguintes serviços: canal em concreto, pontilhões, pavimentação, calçadas laterais, iluminação e arborização.